# Rösti
Rösti o rööschti és un plat suís que consisteix, principalment, en patates ratllades saltejades o fregides en una paella. En origen era un plat d'esmorzar, consumit habitualment pels pagesos del cantó de Berna, tot i que ara es menja a tota Suïssa i arreu. El nom en francès röstis bernois fa referència directa als orígens del plat.

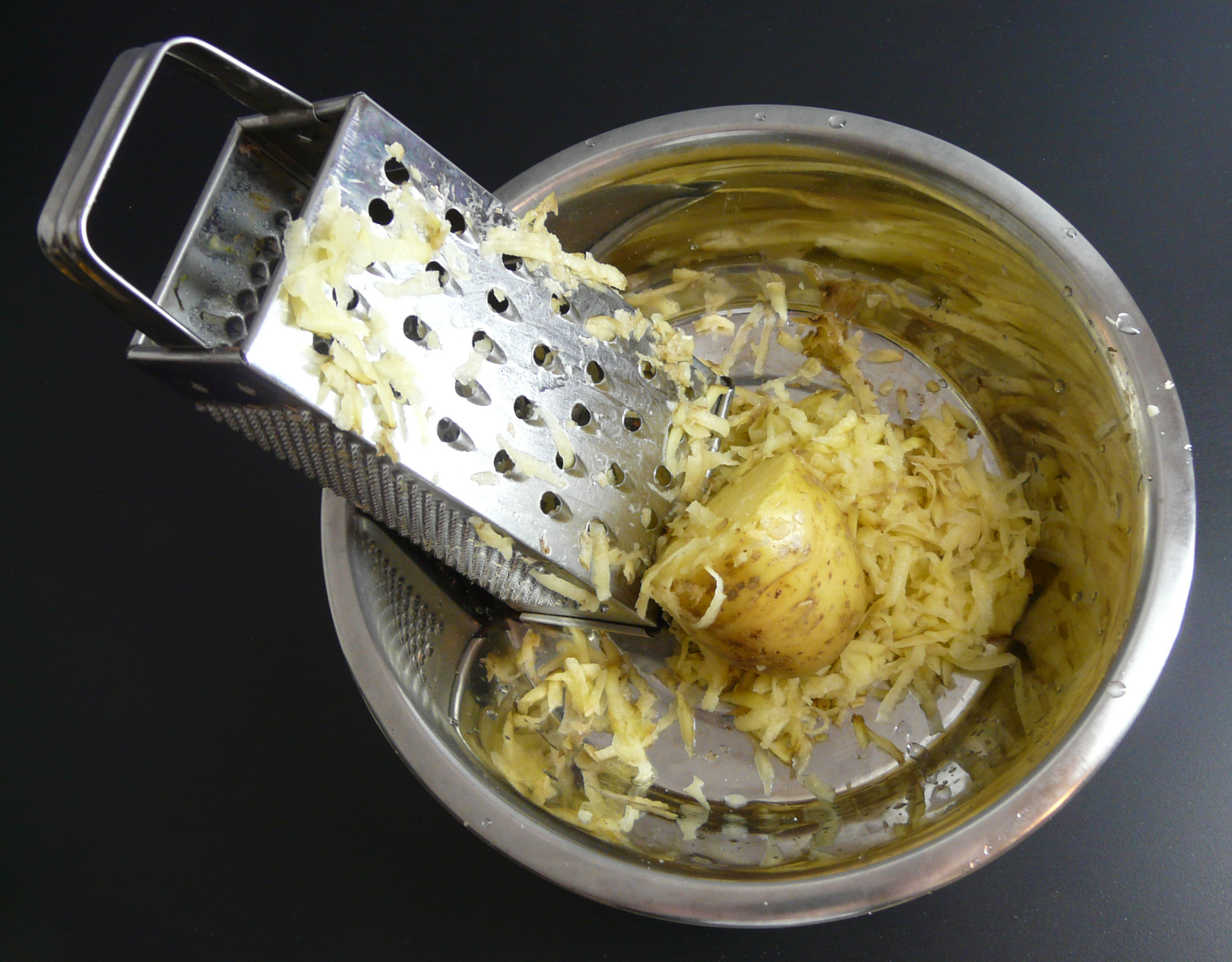
Ratllant les patates

Molts suïssos consideren el rösti com un plat nacional. En comptes de considerar-lo un esmorzar, dinar o sopar complet, sovint se serveix per acompanyar altres plats com ara Spinat und Spiegelei (espinacs i ous ferrats), cerveles o Fleischkäse.

## Preparació

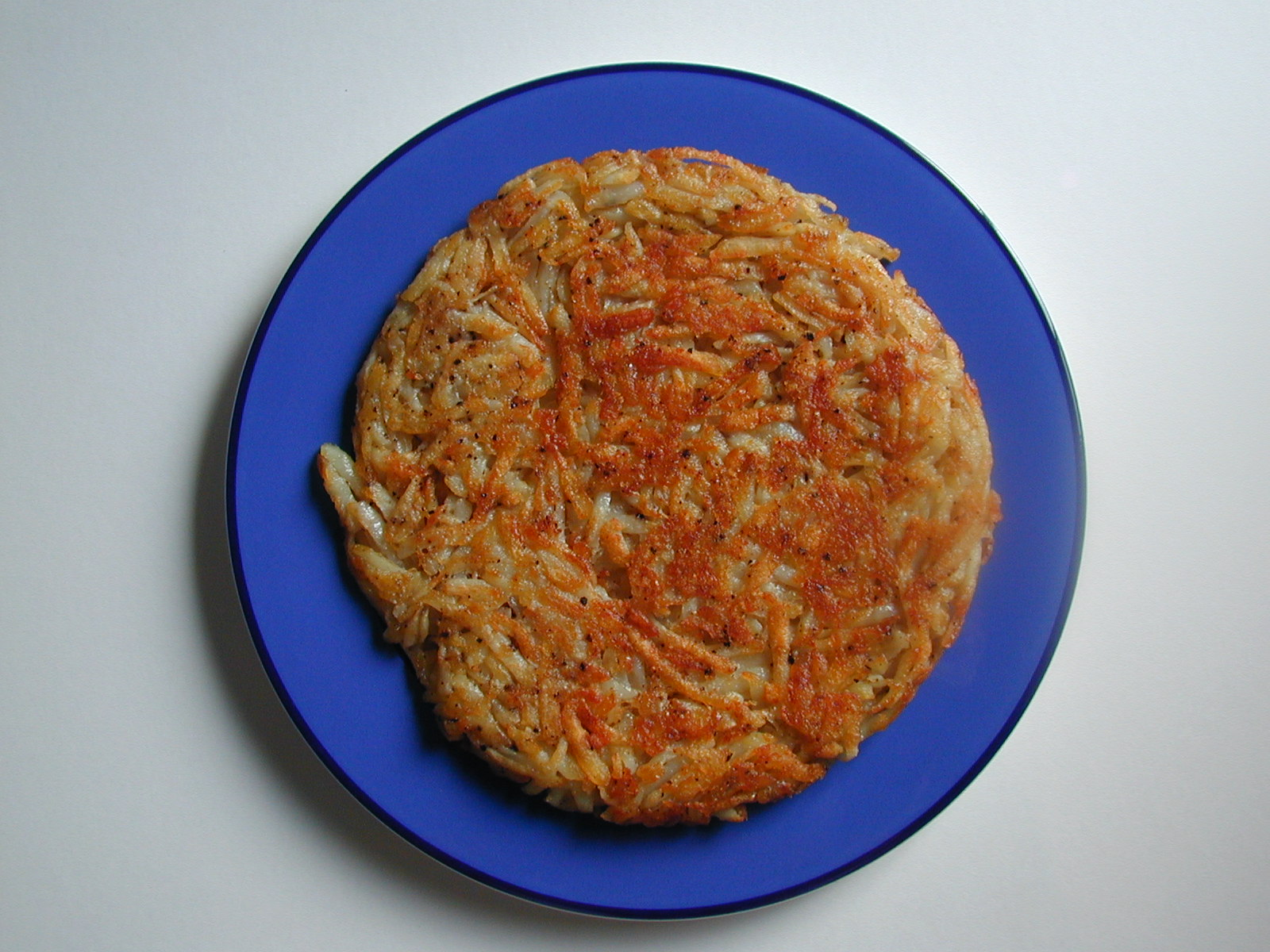
La paella dona al rösti una forma rodona

El rösti s'elabora amb patates ratllades gruixudes crues que es fregeixen a la paella tot i que també es poden coure al forn. Depenent de la tècnica de fregit, s'hi pot afegir oli, mantega, formatge o un altre greix (i normalment sal i pebre).
Tot i que el rösti bàsic és sols patata, de vegades s'hi afegeixen alguns ingredients com ara cansalada, ceba, formatge, poma o herbes fresques, fet que és considerat un toc regional.